# Oreopanax ruizanus
Oreopanax ruizanus är en araliaväxtart som beskrevs av José Cuatrecasas. Oreopanax ruizanus ingår i släktet Oreopanax och familjen Araliaceae. Inga underarter finns listade.